# Simone Biles
Simone Arianne Biles, coniugata Owens (Columbus, 14 marzo 1997), è una ginnasta statunitense, due volte campionessa olimpica all-around, l'unica ad aver conquistato il titolo in due Olimpiadi non consecutive.
È la prima e unica ginnasta nella storia ad aver vinto più di tre titoli mondiali nel concorso individuale (Anversa 2013, Nanning 2014, Glasgow 2015, Doha 2018, Stoccarda 2019 e Anversa 2023). A pari merito con il giapponese Kōhei Uchimura è anche l'unica persona nella storia ad aver vinto 6 titoli mondiali all-around. È la ginnasta che ha conquistato più medaglie della storia ai Campionati del Mondo, avendo vinto 30 medaglie (di cui 23 d'oro), nonché la più medagliata di sempre fra Mondiali e Olimpiadi, avendo vinto un totale di 41 medaglie, più di qualsiasi uomo o donna prima di lei. 
Fra il 2013 e il 2024 ha vinto tutte le gare all-around a cui ha preso parte, tranne in due occasioni: l'American Cup del 2013 e la seconda giornata degli Olympic Trials del 2021.
Nel 2017 e nel 2021 la rivista Time l'ha inserita fra le 100 persone più influenti del mondo. Nel 2022 il presidente statunitense Joe Biden le ha conferito la medaglia presidenziale della libertà, la più alta onorificenza civile statunitense, facendo di lei la più giovane persona a riceverla.
Si distingue per la versatilità nel primeggiare su quasi tutti gli attrezzi, la capacità di rimanere imbattuta nell'all-around per 12 anni e le difficoltà rivoluzionarie che compongono i suoi esercizi: per questi motivi è considerata da molti come la migliore ginnasta della storia.

## Biografia
Biles è nata nel 1997 a Columbus, Ohio, terza di quattro fratelli. La madre naturale, Shanon Biles, non era in grado di prendersi cura di Simone e degli altri suoi figli, Adria, Ashley e Tevin. Tutti e quattro sono perciò entrati e usciti dall'affido.
Nel 2000 il nonno materno di Biles, Ron Biles, e la sua seconda moglie, Nellie Cayetano Biles, dopo aver appreso che erano stati dati in affido, iniziarono a prendersi cura dei figli di Shanon nel sobborgo di Spring, in Texas, a nord di Houston. Nel 2003 la coppia adotta ufficialmente Simone e sua sorella minore Adria. La sorella di Ron, la zia di Shanon, Harriet, adottò i due figli più grandi. Biles ha anche la cittadinanza del Belize attraverso la madre adottiva e si riferisce al Belize come alla sua seconda casa.
Nel febbraio 2022 ha annunciato il fidanzamento con il giocatore di football americano Jonathan Owens, con il quale si è poi sposata nell'aprile 2023.

## Carriera junior
Il suo debutto avviene ai Campionati Nazionali juniores di livello 10, dove arriva prima al corpo libero e terza in parità al volteggio.

### 2011: primi successi nazionali
Riesce a qualificarsi al Glider's Elite Qualifier di Riverside, California, dove vince il concorso generale individuale, arriva prima alla trave e al volteggio, terza al corpo libero e quinta alle parallele asimmetriche. Successivamente compete agli American Classic, dove arriva prima al volteggio, terza nel concorso individuale, quarta al corpo libero e ottava alle parallele. Partecipa inoltre ai CoverGirl Classic, ultimo evento di qualificazione per i Visa Championships. Arriva quinta al volteggio (pareggio) e al corpo libero. Ai Visa arriva settima al volteggio. Questi punteggi le permettono di entrare nella squadra nazionale junior.

### 2012: campionessa nazionale
L'ultimo anno juniores della Biles inizia con l'American Classic, dove arriva prima nel concorso individuale e al volteggio, seconda al corpo libero, terza alla trave e quarta alle parallele asimmetriche. Ai Secret US Classic arriva ancora una volta prima nel concorso individuale, seconda al volteggio e sesta alla trave. Diventa campionessa nazionale al volteggio, terza nel concorso individuale e sesta alle parallele, trave e corpo libero.

## Carriera Senior

### 2013: il successo mondiale
Viene scelta, insieme a Katelyn Ohashi, per partecipare all'AT&T American Cup 2013 come sostitute delle infortunate Kyla Ross ed Elizabeth Price. Con un fantastico volteggio (15.733) e delle buonissime parallele (14.800) è prima dopo due rotazioni. Una caduta alla trave la relega al secondo posto, dietro la campionessa Katelyn Ohashi.
A marzo viene selezionata per far parte della squadra nazionale che partecipa al Trofeo Città di Jesolo. Qui, con una buonissima performance, riesce a vincere il concorso a squadre (234.250 punti) e il concorso individuale (60.400 punti) grazie soprattutto a un volteggio da 15.900 punti. Durante le finali ad attrezzo vince un oro al volteggio (15.350), uno a corpo libero (14.850) e uno a trave (15.200).
Il 27 luglio, compete ai Secret U.S Classic, gara qualificante per i P&G Championships. Commette diversi errori durante la gara, in quanto non era nel pieno della forma fisica: cade durante il tkachev alle parallele, esegue diversi sbilanciamenti alla trave e cade durante l'ultima diagonale al corpo libero. Non compete nel suo attrezzo migliore, temendo di eseguirlo in maniera rischiosa come durante la prova podio del giorno prima.
Dal 15 al 17 luglio partecipa ai P&G Championships. Durante la prima giornata, competendo in tutti e quattro gli attrezzi, si classifica al primo posto con 60.500 punti. Inoltre, si qualifica seconda al volteggio, terza alle parallele, prima a trave e corpo libero. Il 17 agosto diventa campionessa nazionale (120.450), staccando di soli due decimi la seconda classificata Kyla Ross (120.250). Inoltre, vince la medaglia d'argento in tutte le specialità: volteggio (30.875), parallele (28.950), trave (29.900) e corpo libero (30.000).
Ai Campi di Selezione viene scelta per rappresentare gli Stati Uniti d'America ai Campionati Mondiali di Anversa 2013. Durante la fase di qualificazione compete in tutti gli attrezzi e si posiziona al primo posto nel concorso individuale. Inoltre, ottenendo 15.550 al volteggio, 14.800 alle parallele, 14.400 alla trave e 15.033 al corpo libero, riesce a qualificarsi in tutte le finali di specialità. È la prima ginnasta americana, dai tempi di Shannon Miller, a raggiungere un simile traguardo. Nella finale del concorso individuale vince la medaglia d'oro, con 60.216 punti, davanti alla connazionale Kyla Ross (59.332) e alla russa Alija Mustafina (58.856). Vince un altro oro, un argento e un bronzo nelle finali ad attrezzo: al corpo libero si classifica al primo posto con 15,000 punti; al volteggio, con una media di 15.595 (15.933 nel primo salto, 15.258 nel secondo), si classifica seconda, dietro alla connazionale McKayla Maroney; alla trave si classifica terza con 14.333 punti, dopo un ricorso presentato ai giudici. Diventa l'atleta più decorata della competizione.

### 2014: secondo titolo nazionale e mondiale
Nel mese di dicembre 2013 viene annunciata la sua presenza all'AT&T American Cup che si terrà a Greensboro nel mese di marzo, ma è in seguito costretta a ritirarsi a causa di un dolore alla spalla. A gennaio partecipa ai training camp della nazionale americana, dove mostra di aver aumentato le difficoltà di tutti i suoi esercizi. Alla fine di febbraio, la Biles insieme alla sua allenatrice Aimee Boorman lascia la Bannon's Gymnastix per aprire una nuova società, la World Champions Centre. Mentre aspetta che la palestra venga costruita, si allena presso l'AIM Athletics. Viene selezionata per far parte della squadra americana che compete ai Pacific Rim Championships, ma rinuncia in quanto la spalla non è ancora completamente guarita.
Torna a competere agli U.S. Classic, dove vince il concorso generale ottenendo i punteggi più alti al volteggio, alla trave e al corpo libero. Subito dopo dichiara di volersi iscrivere alla UCLA. Ai P&G Championships esegue dei buoni esercizi che le permettono di diventare campionessa nazionale per il secondo anno consecutivo. Vince inoltre la medaglia d'oro al volteggio e al corpo libero, la medaglia d'argento alla trave (nonostante una caduta durante la seconda giornata di gara).
Grazie ai buoni risultati ottenuti durante la stagione, viene scelta per partecipare ai Campionati Mondiali di Nanning, in Cina. Durante le qualificazioni compete in tutti gli attrezzi e, nonostante un grave errore alle parallele asimmetriche, si posiziona al primo posto nel concorso individuale (59.599). Si qualifica inoltre per la finale del concorso a squadre, al volteggio, alla trave e al corpo libero. Durante la finale compete su tre attrezzi e aiuta la squadra americana a vincere la medaglia d'oro con 179.280 punti, battendo la Cina (172.857) e la Russia (171.462). Per il secondo anno consecutivo diventa campionessa mondiale nel concorso generale e al corpo libero. Inoltre, vince il titolo alla trave e la medaglia d'argento al volteggio.

### 2015: American Cup, Trofeo Città di Jesolo e Mondiali di Glasgow
La prima competizione dell'anno sono gli AT&T American Cup di Arlington, in Texas. Porta in gara dei nuovi elementi, tra cui il Tkatchev carpio + Pak alle parallele e nuove diagonali al corpo libero, ottenendo i punteggi più alti in tutti gli attrezzi (16.033 al volteggio, 15.200 alle parallele, 15.066 alla trave, 16.000 al corpo libero). Vince la competizione con un complessivo di 62.299 punti, superando la connazionale e seconda classificata Mykayla Skinner (57.832) di 4.467 punti.
Viene selezionata per partecipare al Trofeo Città di Jesolo, arrivando prima nel concorso a squadre (241.300) e in quello individuale (62.100). Si qualifica e vince l'oro in tutte le finali di specialità, ad eccezione di quella alle parallele asimmetriche dove viene sostituita da Bailie Key.
Il 25 luglio partecipa ai Secret US Classic dove, con un punteggio di 62.400, vince il concorso generale individuale battendo la campionessa olimpica in carica Gabrielle Douglas e Maggie Nichols. Nelle finali di specialità arriva prima alla trave (15.250), al corpo libero (16.050) e al volteggio (con una media di 15.757 punti). Arriva quarta alle parallele asimmetriche dietro a Madison Kocian, Gabrielle Douglas e Bailie Key.
Il 29 luglio, poco dopo la sua partecipazione ai Secret Classic, annuncia di aver firmato un contratto per l'agenzia Octagon ed essere così diventata una ginnasta professionista, rinunciando alla possibilità di competere per la UCLA.
Ad agosto partecipa ai Campionati Nazionali e, nonostante alcuni sbilanciamenti alla trave e una caduta al corpo libero commessi durante il primo giorno di competizione, vince il titolo individuale. Diventa così la seconda ginnasta statunitense ad aver vinto tre titoli nazionali consecutivi (la prima fu Kim Zmeskal nel 1990, 1991 e 1992). Vince inoltre il titolo nazionale al volteggio e alla trave, l'argento al corpo libero.
Insieme a Gabrielle Douglas, Brenna Dowell, Madison Kocian, Maggie Nichols, Alexandra Raisman e MyKayla Skinner viene selezionata per rappresentare gli Stati Uniti ai Campionati Mondiali di Glasgow, Scozia. Individualmente svolge degli ottimi esercizi, riuscendo a qualificarsi per le finali del concorso individuale, volteggio, trave e corpo libero al primo posto. Si qualifica inoltre all'ottavo posto per la finale alle parallele asimmetriche, ma è costretta a rinunciarvi a causa della regola two-per-country (vanno in finale solo due ginnaste per nazione).
Nella finale a squadre aiuta gli Stati Uniti a vincere il terzo oro mondiale consecutivo. Nella finale all-around commette degli insoliti errori, tra cui alcuni sbilanciamenti alla trave e delle uscite di pedana al corpo libero. Con 60.399 punti (15.833 al volteggio, 14.900 alle parallele, 14.400 alla trave, 15.266 al corpo libero) vince comunque il concorso generale individuale, battendo la campionessa olimpica Gabby Douglas e Larisa Iordache. Simone Biles diventa così la prima ginnasta della storia a vincere tre concorsi generali individuali consecutivi ai Campionati Mondiali. Vince inoltre la medaglia d'oro alla trave (15.358), al corpo libero (15.800) e il bronzo al volteggio (15.541).
Grazie a questi risultati, è la ginnasta ad aver vinto più titoli mondiali nella storia (10 medaglie d'oro).
A novembre annuncia di essere diventata un'atleta sponsorizzata dalla Nike.

### 2016: pre-Olimpiadi
La prima competizione dell'anno sono i Pacific Rim Championship di Everett, dove esegue per la prima volta il Cheng al volteggio e una nuova coreografia al corpo libero. Con un complessivo di 62.450 punti vince il concorso individuale e il concorso a squadre. Si qualifica inoltre per tre finali, ma vi rinuncia per non affaticarsi troppo e proseguire con la sua preparazione olimpica. Il 4 giugno partecipa agli U.S. Classic, gareggiando solo su due attrezzi: parallele asimmetriche (15.100) e trave (15.650), dove arriva rispettivamente al quinto e al primo posto.
Ai P&G Championships vince il quarto titolo nazionale consecutivo, diventando la prima ginnasta statunitense a raggiungere questo traguardo dopo Joan Moore. Vince inoltre il titolo nazionale al volteggio, alla trave e al corpo libero; arriva quarta alle parallele asimmetriche. Grazie a questi risultati dall'8 al 10 luglio partecipa ai Trials Olimpici, l'ultima tappa per selezionare le ginnaste che parteciperanno alle Olimpiadi di Rio De Janeiro. Commette degli errori alla trave durante entrambe le giornate di gara: non conclude il wolf turn e cade eseguendo il Barani. Nonostante questi errori vince nell'all-around, al volteggio e al corpo libero; arriva quarta alle parallele e alla trave.
Insieme a Gabrielle Douglas, Laurie Hernandez, Madison Kocian e Alexandra Raisman entra di diritto a far parte della squadra americana che gareggia alle Olimpiadi di Rio.

#### Olimpiadi di Rio de Janeiro

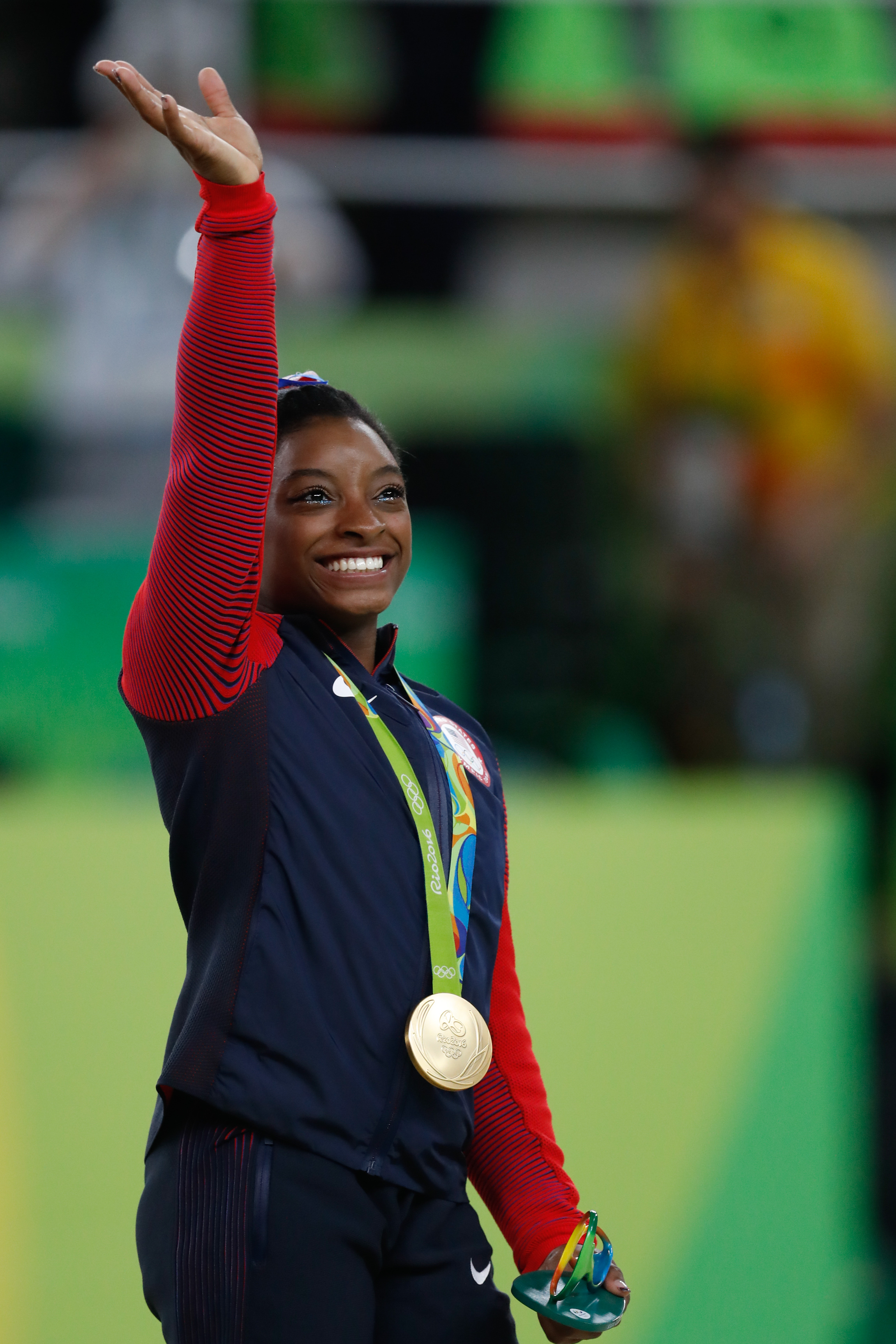
Simone Biles alle Olimpiadi di

Il 7 agosto, con la giornata di qualificazione femminile, inizia la sua avventura olimpica. Compete in tutti e quattro gli attrezzi e contribuisce a far qualificare la squadra statunitense al primo posto con un complessivo di 185.238, staccando la Cina seconda classificata di 10 punti (175.279). Individualmente svolge dei buonissimi esercizi su tutti e quattro gli attrezzi, riuscendo a qualificarsi al primo posto nel concorso individuale (62.366) e per le finali al volteggio (16.050 di media), alla trave (15.633) e al corpo libero (15.733).
Il 9 agosto torna a competere su tutti e quattro gli attrezzi per la finale a squadre. Con degli altissimi punteggi, 15.933 al volteggio, 14.800 alle parallele, 15.300 alla trave e 15.800 al corpo libero, vince la medaglia d'oro insieme alla squadra statunitense (184.897), che stacca di ben 8 punti la Russia (176.688) e la Cina (176.003). Questo è il terzo oro vinto dagli Stati Uniti in un concorso a squadre olimpico (il primo fu quello di Atlanta 1996, vinto dalle Magnificent Seven e il secondo fu a Londra 2012, vinto dalle Fierce Five).

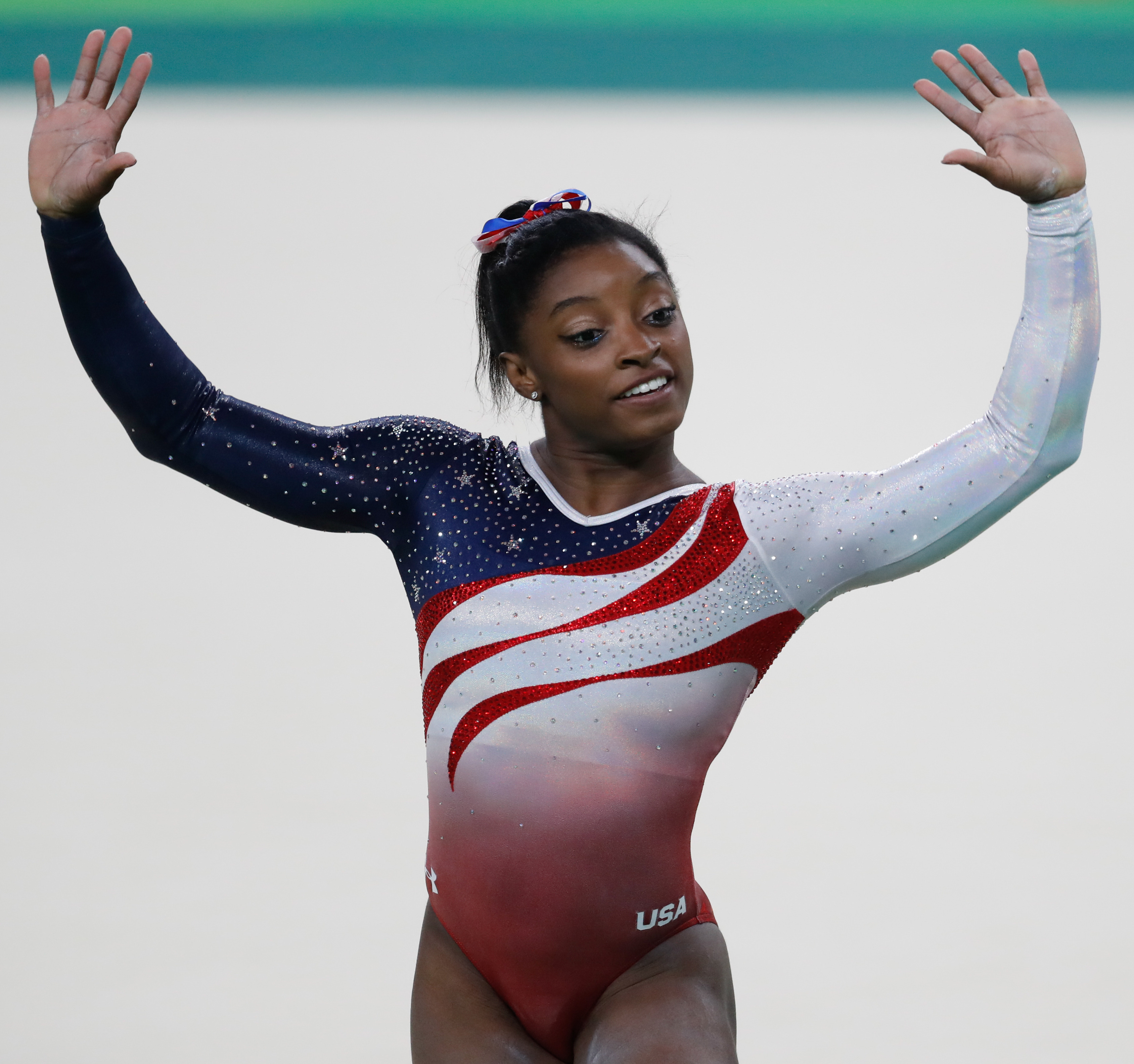
Biles alle Olimpiadi estive del 2016

L'11 agosto, con un punteggio complessivo di 62.198 vince la medaglia d'oro nel concorso generale individuale, battendo di circa 2 punti la connazionale Alexandra Raisman (60.098) e di 4 punti la russa Aliya Mustafina (58.665). Simone è la prima ginnasta ad aver vinto tutti i concorsi individuali di un ciclo olimpico (Anversa 2013, Nanning 2014, Glasgow 2015 e Rio de Janeiro 2016). È inoltre il quarto oro consecutivo vinto da una ginnasta americana nel concorso individuale, dopo quello di Carly Patterson (Atene 2004), Nastia Liukin (Pechino 2008) e Gabrielle Douglas (Londra 2012).
Il 14 agosto partecipa alla finale al volteggio: con due buonissimi salti e con una media di 15.966 punti vince la terza medaglia d'oro dei Giochi Olimpici. Nei giorni seguenti compete nella finale alla trave dove, a causa di una caduta, arriva al terzo posto. Al corpo libero vince la medaglia d'oro, diventando così la prima ginnasta statunitense ad aver vinto quattro titoli in una singola olimpiade. Con 19 medaglie vinte tra Mondiali e Olimpiadi supera anche il record di Shannon Miller, diventando la ginnasta più decorata d'America.
Viene scelta come portabandiera della nazionale statunitense alla cerimonia di chiusura dei Giochi.

### 2018: il ritorno alle competizioni e il quarto titolo mondiale
La Biles torna ad allenarsi a ottobre del 2017, venendo inclusa nella rosa nazionale il 1º marzo, dopo che il comitato di selezione aveva visionato alcuni video che dimostravano il livello delle sue prestazioni.
La prima competizione a cui prende parte sono gli US Secrets Classics a luglio 2018, dove vince il titolo all around davanti a Riley McCusker, staccando quest'ultima di 1.2 punti nonostante una caduta alle parallele e un'uscita di pedana al corpo libero. Vince anche le medaglie d'oro al corpo libero, alla trave e al volteggio.
Il suo punteggio complessivo di 58.700 diventa il più alto registrato nel Codice dei punti 2017-21 fino ad allora.
Il suo ritorno alle competizioni è stato accompagnato da numerosi aggiornamenti alle sue routine del 2016, tra cui un Fabrichnova, un Van Leeuwen e un Moors.
Ad agosto gareggia ai Campionati Nazionali dove si classifica prima in ogni finale al termine delle due giornate di gara: è la prima donna a farlo dal 1994.
La Biles vince il titolo all-around staccando di 6.550 punti la seconda classificata e campionessa del mondo in carica Morgan Hurd. Questo risultato ha anche segnato il suo quarto titolo nazionale, il terzo titolo nazionale alla trave e il primo titolo nazionale alle parallele. Il suo punteggio complessivo di 60.100 è stato il primo punteggio registrato sopra i 60 punti (a livello mondiale) dalla sua vittoria alle Olimpiadi del 2016.
In seguito ai risultati ottenuti viene invitata al campo di selezione per i Campionati mondiali, in programma ad ottobre.
Viene selezionata insieme a Morgan Hurd, Grace McCallum, Riley McCusker e Kara Eaker per prendere parte ai Campionati del mondo di Doha. Ai mondiali, durante le qualificazioni totalizza 60,965 punti, diventando la prima ed unica ginnasta a superare il muro dei 60 punti in una competizione internazionale nel ciclo olimpico 2017-21. Si qualifica inoltre per tutte le sei finali. Esegue inoltre un nuovo salto al volteggio (un Cheng con mezzo avvitamento in più) che da questo momento prende il suo nome e viene ufficialmente inserito nel Codice dei punteggi: insieme al Produnova è il salto più difficile della ginnastica artistica femminile, vantando una difficoltà di 6,4.
Contribuisce a far vincere agli Stati Uniti il loro quarto titolo mondiale consecutivo, totalizzando 171.629 punti.
Nella finale all-around cade eseguendo il Biles al volteggio e ottiene il punteggio di 14,533, alle parallele totalizza 14,725 punti, alla trave, a causa di una caduta e alcuni sbilanciamenti, si ferma a 13,233 punti, infine al corpo libero totalizza 15,000 punti. Nonostante le 2 cadute vince il suo quarto titolo mondiale con 57.491 punti, staccando di 2 punti la seconda classificata Mai Murakami. Con questa vittoria batte anche il record di 3 titoli mondiali all-around stabilito da Svetlana Khorkina.
Nella finale al volteggio esegue un Cheng e un Amanar, vincendo il suo primo titolo mondiale al volteggio con una media di 15,366 punti. Nella finale alle parallele vince la medaglia d'argento con 14,700 punti. Nella finale alla trave vince il bronzo a causa di alcuni sbilanciamenti che la portano a 13,600 punti. Infine vince l'oro al corpo libero con 14,933 punti nonostante un'uscita di pedana. Diventa così la prima ginnasta dal 1987 a vincere una medaglia in ogni finale ad un Campionato del Mondo.

### 2019: quinto titolo mondiale e record di medaglie
A marzo 2019 partecipa alla Coppa del Mondo di Cottbus, in Germania, dove vince la medaglia d'oro davanti alla canadese Anne-Marie Padurariu.
A luglio gareggia ai GK US Classic dove vince l'all-around terminando la gara con 2,1 punti di vantaggio sulla seconda classificata Riley McCusker. Individualmente, si classifica quinta alle parallele (dietro Morgan Hurd, Sunisa Lee, Grace McCallum e McCusker), terza alla trave (dietro Kara Eaker e McCusker), e prima a corpo libero e volteggio.
Ad agosto gareggia ai Campionati nazionali: si piazza al primo posto nell'all-around, con un punteggio combinato di due giorni di 118.500. Inoltre conclude prima al volteggio, prima alla trave, prima al corpo libero e terza alle parallele, dietro Sunisa Lee e Morgan Hurd.
Viene selezionata per far parte della squadra statunitense ai Campionati mondiali di Stoccarda insieme a Sunisa Lee, Kara Eaker, Jade Carey e Grace Mccallum.
Nella giornata di qualificazioni contribuisce a qualificare la squadra per la finale in prima posizione, mentre individualmente si classifica per il secondo anno consecutivo e il terzo in carriera a tutte le finali.
Inoltre, porta in gara due nuovi elementi, che sono stati inseriti nel Codice dei punteggi: il "Biles II" al corpo libero (un doppio salto indietro raccolto con 3 avvitamenti) a cui è stato assegnato un valore "J" (il più alto in assoluto nel codice) e il "Biles" alla trave (un'uscita che consiste in un doppio salto indietro raccolto con due avvitamenti) che è invece stato premiato con un valore "H" (il più alto per un'uscita alla trave).
Nella finale a squadre contribuisce a far vincere il quinto titolo mondiale di fila alla squadra statunitense, con un punteggio di 172,330. Con questa medaglia, la Biles supera il record di Svetlana Khorkina per il maggior numero di medaglie mondiali vinte da una ginnasta.
Nella finale individuale vince il suo quinto oro (alzando ulteriormente il record da lei stessa detenuto) con un punteggio di 58,999 (15,233 al volteggio, 14,733 alle parallele, 14,633 alla trave e 14,400 al corpo libero).
Nella finale al volteggio vince il suo secondo oro su questo attrezzo, eseguendo un Cheng e un Amanar che le fruttano una media di 15,399, eguagliando così il record di Vitali Sherbo per il maggior numero di medaglie mondiali vinte da un ginnasta (23).
Durante la finale alle parallele totalizza 14,700 punti, collocandosi al quinto posto.
Nella finale alla trave viene premiata con un punteggio di 15,066, vincendo il terzo oro in carriera su questo attrezzo. Quella alla trave è anche la 24ª medaglia della Biles ad un Campionato del mondo: nessun ginnasta, uomo o donna, aveva mai ottenuto 24 medaglie prima di allora.
Infine, vince il suo quinto oro in carriera al corpo libero, dove totalizza 15,133 punti.

### 2020
A febbraio viene annunciato che avrebbe preso parte alla Coppa del mondo di Tokyo, in programma il 4 aprile 2020, successivamente annullata a causa della pandemia di Covid-19.

### 2021: settimo titolo nazionale e Tokyo 2020
Il 22 maggio 2021 ritorna in gara per la prima volta dai Mondiali del 2019, in occasione dei GK Classics. Vince la competizione con 58,400 punti (16,100 al volteggio, 13,200 alle parallele, 14,850 alla trave e 14,250 al corpo libero), nonostante due cadute.
In questa occasione esegue lo Yurchenko doppio carpio al volteggio, diventando la prima donna nella storia ad eseguirlo in una competizione.
Il 4 giugno partecipa alla prima giornata dei Campionati Nazionali, ottenendo un punteggio complessivo di 59,550, che la colloca al primo posto provvisorio. Il 6 giugno vince anche la seconda giornata con 60,100 punti; complessivamente vince quindi 4 ori (all around, volteggio, trave e corpo libero) e 1 bronzo (parallele).
Il 25 e 27 giugno partecipa ai Trials olimpici, l'ultima gara prima che venga scelta la squadra olimpica. Nella prima giornata conclude la gara al primo posto con 60,565 punti. Nella seconda giornata ottiene 57,533 punti e vince gli Olympic Trials, entrando quindi automaticamente a far parte della squadra olimpica.
Il 25 luglio partecipa alle Qualificazioni delle Olimpiadi di Tokyo; si qualifica per tutte le sei finali (squadra, all-around, volteggio, parallele, trave e corpo libero), prima ginnasta a riuscirci dalle Olimpiadi del 1992 e l'unica ad esserci riuscita nella nuova era del Codice dei punteggi.
Il 27 luglio, durante la finale a squadre femminile dei Giochi Olimpici di Tokyo, commette un errore al volteggio (avrebbe dovuto eseguire uno Yurchenko con due avvitamenti e mezzo, ma ne esegue solo uno e mezzo poiché perde il controllo durante la fase di volo). In seguito all'errore decide di non gareggiare sugli altri tre attrezzi, in via precauzionale. La squadra statunitense vince poi la medaglia d'argento, mentre l'oro va alla squadra del Comitato Olimpico Russo. Già durante la seconda giornata degli Olympic Trials si era potuto notare come la pressione stesse compromettendo la sua salute mentale, quando, dopo una caduta alla trave che non avrebbe assolutamente compromesso il suo risultato e le sue speranze di entrare nella squadra statunitense, scoppiò a piangere, cosa che alla Biles non era mai successa in gara durante la sua carriera senior. Anche il giorno della finale olimpica a squadre, nella fase di riscaldamento, Biles aveva sbagliato il salto al volteggio come avrebbe poi fatto nella gara vera e propria, ma venne scelto di farla gareggiare comunque.
Il giorno successivo, Biles si ritira dalla finale individuale femminile. Il 31 luglio la USA Gymnastics rende noto che Biles non parteciperà né alla finale al volteggio né alla finale alle parallele.
Lo stesso giorno Biles pubblica delle storie Instagram in cui mostra un video che la ritrae mentre tenta di eseguire l'uscita alle parallele asimmetriche, cadendo però sulla schiena; la ginnasta spiega quindi che la ragione per cui non è in grado di gareggiare è che, a causa di un blocco mentale (cosa che succede periodicamente a molti ginnasti), non riesce ad eseguire gli avvitamenti (elementi che sono presenti nei suoi 2 salti al volteggio, nell'uscita alle parallele, nell'uscita alla trave e in 3 diagonali su 4 nel suo esercizio al corpo libero): non capendo dove si trova mentre è in aria, rischia di atterrare procurandosi lesioni permanenti.
Il 1º agosto si ritira anche dalla finale al corpo libero.
Il 2 agosto viene invece confermato che avrebbe preso parte alla finale alla trave, in programma per il giorno seguente.
Il 3 agosto partecipa alla finale alla trave portando un doppio carpio in uscita (elemento che non eseguiva in gara dal 2012) anziché lo tsukahara, così da non dover eseguire avvitamenti; ottiene 14,000 e vince la medaglia di bronzo, eguagliando il record di Shannon Miller per il maggior numero di medaglie olimpiche vinte da una ginnasta statunitense.
In seguito alle Olimpiadi conferma di volersi prendere una pausa dallo sport, ma non esclude la possibilità di un ritorno per Parigi 2024.

### 2023: il ritorno
A giugno viene reso noto che Biles è tornata ad allenarsi e che avrebbe gareggiato agli US Classic in programma il 5 agosto. Durante la giornata di gara gareggia nell'all-around ottenendo un punteggio di 59.100, cinque punti in più rispetto alla seconda classificata Leanne Wong. Inoltre, vince l'oro alla trave e al corpo libero e un bronzo alle parallele. Porta inoltre in gara lo Yurchenko doppio carpiato, che aveva eseguito nel 2021 ma che non porta ancora il suo nome, non avendolo eseguito in una competizione ufficiale FIG.
Il 25 e il 27 agosto prende parte ai Campionati Nazionali. Con il punteggio complessivo di 118.450 vince il suo ottavo titolo nazionale, dieci anni dopo il primo: è la prima persona a riuscire nell'impresa, nonché la più anziana donna a vincerne uno. Vince il titolo nazionale al corpo libero e alla trave, oltre al bronzo alle parallele. Non vince invece alcuna medaglia al volteggio, avendo eseguito due salti (il doppio carpio e il Cheng) solo durante la prima giornata.
In seguito al collegiale di selezione del 19-20 settembre viene selezionata per far parte della nazionale statunitense ai Mondiali di Anversa: sarà il suo sesto mondiale, dieci anni dopo il suo debutto internazionale.

### 2024
A maggio prende parte agli US classic, vincendo tutti gli ori disponibili. A inizio giugno gareggia ai Campionati Statunitensi, dove vince l'oro individuale e sui quattro attrezzi. A fine giugno prende parte agli Olympic Trials dove vince l'oro nell'all-around, conquistando automaticamente un posto nella squadra olimpica, oltre all'oro al corpo libero e all'argento alle parallele.

## Elementi eseguiti in gara
Elementi con un valore pari o maggiore ad "E" eseguiti in carriera (il valore è aggiornato al Codice dei punteggi 2022-24):
| Attrezzo     | Nome                  | Descrizione                                                           | Difficoltà | Eseguito da-a       |
| ------------ | --------------------- | --------------------------------------------------------------------- | ---------- | ------------------- |
| Volteggio    | López                 | Entrata Yurchenko con ½ giro, salto teso avanti con mezzo avvitamento | 4.8        | 2013–15             |
| Volteggio    | Amanar                | Entrata Yurchenko, salto teso all'indietro con 2 avvitamenti e mezzo  | 5.4        | 2013–24             |
| Volteggio    | Cheng                 | Entrata Yurchenko con ½ giro, salto teso avanti con 1½ avvitamento    | 5.6        | 2016–24             |
| Volteggio    | Biles                 | Entrata Yurchenko con ½ giro, salto teso avanti con 2 avvitamenti     | 6.0        | 2018                |
| Volteggio    | Biles II              | Entrata Yurchenko, doppio salto carpiato indietro                     | 6.4        | 2021-24             |
| Parallele    | Tkatchev carpiato     |                                                                       | E          | 2013, 2015–24       |
| Parallele    | Van Leeuwen           | Maloney con mezzo giro                                                | E          | 2018–24             |
| Parallele    | Fabrichnova           | Doppio salto raccolto indietro con 2 avvitamenti (uscita)             | F          | 2018–24             |
| Trave        | Salto carpiato avanti |                                                                       | E          | 2018                |
| Trave        | Salto teso indietro   |                                                                       | E          | 2013                |
| Trave        | Mitchell              | Triplo giro in accosciata                                             | E          | 2018–24             |
| Trave        | Doppio carpio         | Doppio salto carpiato indietro (uscita)                               | E          | 2021                |
| Trave        | Barani                | Salto raccolto avanti con mezzo avvitamento                           | F          | 2015–18             |
| Trave        | Tsukahara             | Doppio salto raccolto indietro con 1 avvitamento (uscita)             | G          | 2013–24             |
| Trave        | Biles                 | Doppio salto raccolto indietro con 2 avvitamenti (uscita)             | H          | 2019; 2021          |
| Corpo libero | Tsukahara             | Doppio raccolto indietro con un avvitamento                           | E          | 2013–21             |
| Corpo libero | Mitchell              | Triplo giro in accosciata                                             | E          | 2021                |
| Corpo libero | Doppio teso           | Doppio salto indietro in posizione tesa                               | F          | 2014, 2023-24       |
| Corpo libero | Biles                 | Doppio salto teso indietro con mezzo avvitamento                      | G          | 2013–24             |
| Corpo libero | Silivas               | Doppio raccolto indietro con 2 avvitamenti                            | H          | 2013–24             |
| Corpo libero | Chusovitina           | Doppio teso indietro con 1 avvitamento                                | H          | 2015–16, 2019, 2023 |
| Corpo libero | Moors                 | Doppio teso indietro con 2 avvitamenti                                | I          | 2018                |
| Corpo libero | Biles II              | Doppio raccolto indietro con 3 avvitamenti                            | J          | 2019–24             |

## Elementi che portano il suo nome
| Attrezzo     | Nome     | Descrizione                                                       | Difficoltà | Eseguito per la prima volta in una competizione ufficiale FIG |
| ------------ | -------- | ----------------------------------------------------------------- | ---------- | ------------------------------------------------------------- |
| Volteggio    | Biles    | Entrata Yurchenko con ½ giro, salto teso avanti con 2 avvitamenti | 6.0        | Mondiali di Doha 2018                                         |
| Volteggio    | Biles II | Entrata Yurchenko, doppio salto carpiato indietro                 | 6.4        | Mondiali di Anversa 2023                                      |
| Trave        | Biles    | Doppio salto raccolto indietro con 2 avvitamenti (uscita)         | H          | Mondiali di Stoccarda 2019                                    |
| Corpo libero | Biles I  | Doppio salto teso indietro con mezzo avvitamento                  | G          | Mondiali di Anversa 2013                                      |
| Corpo libero | Biles II | Doppio salto raccolto indietro con 3 avvitamenti                  | J          | Mondiali di Stoccarda 2019                                    |

## Record detenuti da Biles
- È la prima e unica ginnasta della storia ad aver vinto 4[73], 5[74], e 6 titoli mondiali all-around.
- È la prima e unica ginnasta della storia ad aver vinto 3 titoli mondiali all-around consecutivi (nel 2013, 2014 e 2015).
- Nel 2018 diventa la sesta ginnasta nella storia, e la prima dall'entrata in vigore del nuovo Codice dei punteggi nel 2006, a vincere una medaglia in ogni finale ad un Campionato del Mondo.
- Detiene il record di maggior numero di medaglie vinte ai Mondiali, con un totale di 30 medaglie.
- Detiene il record di maggiori medaglie d'oro vinte ai Mondiali, con un totale di 23 medaglie.
- Il Biles II è il volteggio più difficile contenuto nel Codice dei punteggi femminile. Il Biles I è, a pari merito col Produnova, il secondo volteggio più difficile.[75][76][77]
- Il Biles alla trave[78] è l'uscita più difficile contenuta nel Codice dei punteggi femminile.[79]
- Il Biles II al corpo libero[80] è l'elemento più difficile del Codice dei punteggi femminile, essendo l'unico elemento a cui è stato assegnato un valore "J".[81]
- È la ginnasta che ha vinto il maggior numero di titoli mondiali alla trave (4 titoli) e al corpo libero (6 titoli).
- È l'unica ginnasta ad aver superato il muro dei 60 punti in una competizione FIG sotto il Codice dei punteggi 2017-20.[82]
- È l'unica ginnasta statunitense ad aver vinto 9 titoli nazionali all-around, nonché la più anziana ad averne vinto uno.[83]
- È l'unica ginnasta della storia ad aver vinto un titolo mondiale all-around commettendo più di una caduta durante la gara, nel 2018.[84]
- Alle Olimpiadi di Rio 2016, stabilisce il record per il più ampio margine di vittoria in una finale all around olimpica, staccando la seconda classificata Aly Raisman di 2,1 punti.[85]
- Ai Mondiali del 2019 stacca nuovamente la seconda classificata, Tang Xijing, di 2,1 punti: è il secondo margine di vittoria più largo ad un Mondiale dopo i 2,316 punti che separarono oro e argento ai Mondiali del 1950.[85]
- È una delle cinque ginnaste (insieme ad Ágnes Keleti, Larisa Latynina, Věra Čáslavská e Ecaterina Szabó) ad essere riuscita a vincere 4 medaglie d'oro in un'unica Olimpiade, e l'unica ad averlo fatto sotto il nuovo Codice dei punteggi.
- Al 2024, è l'unica ginnasta ad essere riuscita ad eseguire in gara il Biles I e il Biles II al volteggio, il Biles alla trave e il Biles II al corpo libero.
- È la terza ginnasta, dopo Larisa Latynina e Věra Čáslavská, ad aver vinto per due volte il concorso individuale alle Olimpiadi, e l'unica ad averlo fatto in due olimpiadi non consecutive.
- Con 11 medaglie è la seconda ginnasta più medagliata di sempre alle Olimpiadi, dopo Larisa Latynina.

## False accuse di doping
Il 12 settembre 2016 il gruppo di hacker Fancy Bears rese pubblici dei dati ottenuti dal database Wada relativo agli atleti. Tali documenti mostravano che Biles, durante le olimpiadi di Rio de Janeiro, era risultata positiva al metilfenidato, una sostanza che la Wada proibisce agli atleti di assumere durante le competizioni, ma che non è invece proibita al di fuori delle gare.. La Wada specificò che Biles aveva agito secondo le regole previste. Biles rese infatti noto che le era stata diagnosticata sin da piccola la sindrome da deficit di attenzione e iperattività. Il regolamento della Wada prevede che, in casi specifici come la diagnosi di ADHD, gli atleti possano continuare ad assumere farmaci durante le competizioni.

## Scandalo Larry Nassar
Fra il 2015 e il 2017, circa 150 atlete della federazione statunitense di ginnastica avevano segnalato, prima alla federazione stessa, poi all'FBI e infine a dei giornalisti d'inchiesta, che il medico sportivo della squadra nazionale Larry Nassar aveva abusato sessualmente di loro. Il 15 gennaio 2018, mentre Nassar veniva condotto a processo, Biles ha rilasciato una dichiarazione su Twitter usando l'hashtag #metoo, rivelando che aveva abusato anche di lei. In seguito, ha accusato la federazione di aver permesso che gli abusi si verificassero e di averli successivamente coperti. In seguito alla dichiarazione di Biles, la federazione ha interrotto il contratto per l'affitto del Karolyi Ranch, luogo dove si erano verificati gli abusi durante i collegiali con la nazionale.
Il 24 gennaio 2018, Nassar è stato condannato ad un minimo di 40 ed un massimo di 175 anni di prigione . Nel maggio 2018 fu annunciato che a Biles e alle altre vittime degli abusi di Nassar sarebbe stato assegnato l'Arthur Ashe Courage Award. 
Nel 2018 ha dichiarato di aver cominciato ad andare in terapia e a prendere ansiolitici a causa del trauma subito.
In seguito al suo ritorno alle competizioni, ha più volte dichiarato quanto fosse "difficile continuare a dover avere a che fare con l'organizzazione (la Usa Gymnastics) che ha fallito nel proteggere le atlete".
Nel 2021 ha dichiarato che uno dei principali motivi per cui nel 2018 decise di tornare a gareggiare era la volontà di tenere i riflettori puntati sulla Usa Gymnastics e sullo scandalo di molestie sessuali, così da costringerli ad effettuare dei cambiamenti sostanziali nel loro modo di agire.
Il 15 settembre 2021 ha testimoniato, insieme ad Aly Raisman, McKayla Maroney e Maggie Nichols, davanti al Senato degli Stati Uniti all'interno di un'inchiesta amministrativa per verificare le responsabilità dell'FBI nell'indagine sui reati sessuali di Larry Nassar.